# Austrália nos Jogos Paralímpicos de Inverno de 2010
A Austrália participou dos Jogos Paraolímpicos de Inverno de 2010, realizados em Vancouver, no Canadá. Foi a nona aparição do país em Paraolimpíadas de Inverno. Onze atletas representaram o país, competindo em dois esportes.

## Medalhas
| Atleta                 | Esporte      | Evento                          | Medalha |
| ---------------------- | ------------ | ------------------------------- | ------- |
| Marty Mayberry         | Esqui alpino | Downhill (atletas em pé)        | Prata   |
| Cameron Rahles Rahbula | Esqui alpino | Slalom (atletas em pé)          | Bronze  |
| Cameron Rahles Rahbula | Esqui alpino | Super combinado (atletas em pé) | Bronze  |
| Jessica Gallagher      | Esqui alpino | Slalom (deficientes visuais)    | Bronze  |

## Esqui alpino
| Atleta                 | Evento                               | Tempo Real | Pos.              |
| ---------------------- | ------------------------------------ | ---------- | ----------------- |
| Bart Bunting           | Downhill (deficientes visuais)       | DNF        | DNF               |
| Bart Bunting           | Slalom gigante (deficientes visuais) | DNF        | DNF               |
| Shannon Dallas         | Downhill (atletas sentados)          | DNS        | DNS               |
| Shannon Dallas         | Slalom gigante (atletas sentados)    | 2:49.52    | 6º                |
| Shannon Dallas         | Slalom (atletas sentados)            | 1:57.65    | 17º               |
| Shannon Dallas         | Super combinado (atletas sentados)   | DNF        | DNF               |
| Shannon Dallas         | Super-G (atletas sentados)           | 1:25.21    | 11º               |
| Mitchell Gourley       | Slalom gigante (atletas em pé)       | 2:33.03    | 12º               |
| Mitchell Gourley       | Slalom (atletas em pé)               | 1:59.00    | 27º               |
| Mitchell Gourley       | Super-G (atletas em pé)              | 1:25.38    | 10º               |
| Toby Kane              | Downhill (atletas em pé)             | 1:25.26    | 10º               |
| Toby Kane              | Slalom gigante (atletas em pé)       | 2:31.03    | 10º               |
| Toby Kane              | Slalom (atletas em pé)               | 1:50.98    | 11º               |
| Toby Kane              | Super combinado (atletas em pé)      | DNF        | DNF               |
| Toby Kane              | Super-G (atletas em pé)              | DNF        | DNF               |
| Cameron Rahles Rahbula | Downhill (atletas em pé)             | 1:22.88    | 4º                |
| Cameron Rahles Rahbula | Slalom gigante (atletas em pé)       | 2:29.07    | 6º                |
| Cameron Rahles Rahbula | Slalom (atletas em pé)               | 1:47.69    | Medalha de bronze |
| Cameron Rahles Rahbula | Super combinado (atletas em pé)      | 2:13.85    | Medalha de bronze |
| Cameron Rahles Rahbula | Super-G (atletas em pé)              | 1:22.65    | 5º                |
| Marty Mayberry         | Downhill (atletas em pé)             | 1:22.78    | Medalha de prata  |
| Marty Mayberry         | Slalom gigante (atletas em pé)       | DNF        | DNF               |
| Marty Mayberry         | Slalom (atletas em pé)               | DSQ        | DSQ               |
| Marty Mayberry         | Super-G (atletas em pé)              | 1:30.50    | 24º               |
| Nicholas Watts         | Slalom gigante (atletas em pé)       | 3:23.77    | 35º               |
| Nicholas Watts         | Slalom (atletas em pé)               | DNF        | DNF               |
| Nicholas Watts         | Super-G (atletas em pé)              | 1:47.84    | 33º               |

| Atleta            | Evento                                | Tempo Real | Pos.              |
| ----------------- | ------------------------------------- | ---------- | ----------------- |
| Jessica Gallagher | Slalom gigante (deficientes visuais)  | 3:24.64    | 7º                |
| Jessica Gallagher | Slalom (deficientes visuais)          | 2:04.35    | Medalha de bronze |
| Melissa Perrine   | Slalom gigante (deficientes visuais)  | DNF        | DNF               |
| Melissa Perrine   | Slalom (deficientes visuais)          | 2:22.47    | 8º                |
| Melissa Perrine   | Downhill (deficientes visuais)        | 1:33.30    | 5º                |
| Melissa Perrine   | Super combinado (deficientes visuais) | DNF        | DNF               |
| Melissa Perrine   | Super-G (deficientes visuais)         | 1:46.35    | 7º                |

## Esqui cross-country
| Atleta            | Evento                                  | Qualificação | Qualificação | Semifinal   | Semifinal   | Final       | Final       |
| Atleta            | Evento                                  | Tempo        | Pos.         | Tempo       | Pos.        | Tempo       | Pos.        |
| ----------------- | --------------------------------------- | ------------ | ------------ | ----------- | ----------- | ----------- | ----------- |
| James Millar      | Velocidade masculino (atletas em pé)    | 3:47.97      | 22º          | Não avançou | Não avançou | Não avançou | Não avançou |
| Dominic Monypenny | Velocidade masculino (atletas sentados) | 2:27.60      | 26º          | Não avançou | Não avançou | Não avançou | Não avançou |

| Atleta            | Evento                             | Tempo Real | Fator (%) | Tempo Calculado | Pos. |
| ----------------- | ---------------------------------- | ---------- | --------- | --------------- | ---- |
| James Millar      | 10 km masculino (atletas em pé)    | 36:06.0    | 92        | 33:12.7         | 22º  |
| James Millar      | 20 km masculino (atletas em pé)    | 1:04:29.6  | 97        | 1:02:33.5       | 18º  |
| Dominic Monypenny | 10 km masculino (atletas sentados) | 32:23.3    | 94        | 30:26.7         | 22º  |
| Dominic Monypenny | 15 km masculino (atletas em pé)    | 47:47.8    | 94        | 44:55.7         | 17º  |

Legenda
| Recorde mundial      | Recorde mundial (World record)               |                       | Recorde africano                      | Recorde africano (African) |                                           | Q | Classificado por posição (Qualified) |
| Recorde olímpico     | Recorde olímpico (Olympic record)            | Recorde da América    | Recorde da América (Americas)         | q                          | Classificado por melhor tempo (Qualified) |   |                                      |
| Melhor marca do ano  | Melhor marca do ano (World leading)          | Recorde asiático      | Recorde asiático (Asian)              | DNS                        | Não largou (Did not start)                |   |                                      |
| Recorde nacional     | Recorde nacional (National record)           | Recorde europeu       | Recorde europeu (European)            | DNF                        | Não terminou (Did not finish)             |   |                                      |
| Recorde pessoal      | Recorde pessoal do atleta (Personal best)    | Recorde da Oceania    | Recorde da Oceania (Oceania)          | DSQ / DQ                   | Desclassificado (Disqualified)            |   |                                      |
| Recorde da temporada | Recorde da temporada do atleta (Season best) | Recorde sul-americano | Recorde sul-americano (South America) | NM                         | Sem marca (No mark)                       |   |                                      |